# Ogose
Ogose (jap. 越生町 Ogose-machi) – miasto w Japonii, na wyspie Honsiu, w prefekturze Saitama. Według danych na rok 2020 miejscowość zamieszkiwało 11 029 mieszkańców , a gęstość zaludnienia wyniosła 273,1  os./km².